# Matthew Gribble
Matthew Owen Gribble (ur. 28 marca 1963 w Houston, zm. 21 marca 2004 w Miami) – amerykański pływak, specjalista stylu motylkowego.
Studiował na Uniwersytecie Miami, gdzie występował w akademickiej reprezentacji pływaków. Ustanowił rekord uczelni na dystansie 100 m stylem motylkowym, zdobył dwa tytuły mistrzowskie na amerykańskich zawodach akademickich.
Zakwalifikował się do reprezentacji olimpijskiej na igrzyska w Moskwie (1980), jednak start nie doszedł do skutku z powodu bojkotu zawodów przez państwa zachodnie. Na mistrzostwach świata w Ekwadorze (1982) zdobył złote medale na 100 metrów stylem motylkowym i w sztafecie 4 × 100 m stylem zmiennym.
6 sierpnia 1983 ustanowił rekord świata na 100 m stylem motylkowym (poprawiony 26 czerwca 1984). Zdobył łącznie trzy tytuły mistrzowskie na Igrzyskach Panamerykańskich w 1983. Ponownie zakwalifikował się do reprezentacji olimpijskiej w 1984, nie odegrał jednak żadnej roli w zawodach z powodu kontuzji pleców.
Został przyjęty do „Hall of Fame” Uniwersytetu Miami. Po zakończeniu kariery sportowej pracował jako urzędnik finansowy.
Zginął w wypadku samochodowym.